# Pterolophia scutellaris
Pterolophia scutellaris là một loài bọ cánh cứng trong họ Cerambycidae.